# Диого, Карлос
Ка́рлос Андре́с Дио́го Энсе́ньят (исп. Carlos Andrés Diogo Enseñat; 18 июля 1983, Монтевидео) — уругвайский футболист, защитник.

## Биография
Диого начал заниматься футболом в возрасте 16 лет, в школе местного «Ривер Плейта». Спустя пять лет, Диого перешёл в один из самых титулованных уругвайских клубов «Пеньяроль». За свой второй клуб в карьере Карлос сыграл лишь 16 матчей, так как вскоре на талантливого защитника обратил внимание «Ривер Плейт» из Аргентины, и в 2004 году Диого переехал в Буэнос-Айрес, подписав контракт с аргентинским грандом. Но и там Диого не задержался — на уругвайца обратил внимание мадридский «Реал», и спустя год жизни в Аргентине Диого отправился в Мадрид.
Летом 2005 года Диого подписал контракт с «Галактикос» вместе со своим соотечественником Пабло Гарсией, перешедшим в «Реал» из «Осасуны», но Карлосу было очень тяжело пробиться в стартовый состав, поэтому в августе 2006 года руководство клуба решило отправить Диого в аренду на сезон в «Реал Сарагосу».
6 января 2007 года Диого подрался с нападающим «Севильи» бразильцем Луисом Фабиано во время матча. Впоследствии оба игрока были дисквалифицированы на пять матчей.
Из-за серьёзной травмы колена Диого пропустил сезон 2008/09, в котором его клуб выступал во второй лиге. В апреле 2009 футболист перенёс операцию, после чего восстанавливался ещё восемь месяцев.
12 декабря 2009 года, после выхода «Реал Сарагосы» в высший дивизион, Диого вернулся в строй команды и отличился голом в ворота «Атлетик Бильбао», но тот матч его команда проиграла 2:1.
В 2012 году подписал контракт с софийским ЦСКА, но после 15 дней в составе клуба расторг его.

## Международная карьера
Дебют Диого за сборную Уругвая состоялся 28 марта 2003 года, в товарищеском матче против сборной Японии в Токио. Карлос был в составе сборной в Кубке Америки 2004 и 2007. На данный момент Диого провёл за сборную Уругвая 23 матча и не забил ни одного гола.

## Личная жизнь
Отец Карлоса — Виктор Диого также был футболистом, который выступал за «Пеньяроль», бразильский «Палмейрас» и сборную Уругвая.